# Общество 10 декабря
Общество 10 декабря (фр. La Société du Dix-Décembre) — французская бонапартистская организация, существовавшая с сентября 1849 по ноябрь 1850 годов и выступавшая в поддержку Шарля-Луи Наполеона. Название было дано по дню избрания Шарля-Луи Бонапарта президентом Франции.

## Основание общества
«Общество 10 декабря» было образовано как товарищество взаимной помощи в обход закона от 19 июля 1849 года, запрещавшего организацию клубов и общественных собраний под предлогом угрозы общественной безопасности в связи с массовыми выступлениями 13 июня. 20 августа 1849 года в префектуру парижской полиции было подано заявление, а решениями от 29 августа и 24 сентября общество было зарегистрировано. Устав общества опубликован 1 октября в газете La Gazette de France.
Название общества было взято в честь газеты «Dix-Décembre, journal de l'ordre», основанной 15 апреля 1849 года и переименованной в «Le Pouvoir, journal du dix décembre» (18 июня 1850). Адрес издания — дом 9 по улице Жоффруа-Мари — был также штаб-квартирой общества. Собственно название газеты восходило к дню избрания Шарля-Луи Наполеона президентом Франции, 10 декабря 1848 года, что подтверждало бонапартистскую политическую направленность и издания, и общества.
Председателем общества был генерал Жан-Пьер Пиа, однако ключевым были Жан-Клод Бартелеми Галликс (известный как Клаудиус Галликс), проявивший себя как идеолог либерализма на выборах в 1820-е годы. Галликс бы не только главным цензором, но и фактическим директором организации. В своих мемуарах Жак Франсуа Грисчелли утверждал, что его неофициально включили в организацию совместно с генералом Пиа по указанию Елисейского дворца, однако историки подвергают большому сомнению правдоподобность этого утверждения.

## Деятельность
За год численность организации достигла 6500 человек, несмотря на раскол после парламентских выборов 10 марта 1850 года: несколько человек, не поддерживавших лидерство Галликса, основали диссидентскую организацию «Общество друзей порядка и человечности» (фр. La Société des Amis de l'Ordre et de l'Humanité), также известную как «Общество 9 августа» (фр. La Société du Quinze-Août) в доме 9 по улице Фобур-Монмартр.
Общество создавалось на средства, большую часть которых предоставил сам Шарль-Луи Наполеон. В 1850 году разрыв между монархистским большинством из Национального законодательного собрания и Президентом Республики усилился, а общество 10 декабря стали обвинять в организации митингов в поддержку Шарля-Луи Наполеона Бонапарта. Утверждалось, что «декабристы» угрозами заставляли прохожих выкрикивать слова поддержки Бонапарту. Об этом сообщали во время возвращения президента в Париж после визитов в провинцию — инциденты имели место 28 августа на Страсбургской набережной и 12 сентября на улице Гавра.

## Распад
30 октября комиссар полиции на службе Законодательного собрания Мишель Йон получил доклад от своего агента Луи-Пьер-Констана Алле, в котором утверждалось, что 26 членов Общества 5 августа встретились в подсобном помещении на улице Соссе, чтобы обсудить подготовку к покушению на убийство президента Законодательного собрания Андре Дюпена и генерала Николя Шангарнье, двух известных противников Бонапарта. Приравняв «Общество 10 декабря» к «Обществу 5 августа» и проигнорировав ложные сведения в отчёте Алле, дежурный комитет Собрания направил трёх своих людей (Жан-Дидье Баз, Леон Фоше, Жюль Александр Моне) к министру внутренних дел Пьеру-Жюлю Барошу, чтобы предпринять меры против «Общества 10 декабря». Газета «Journal des débats» сообщила 7 ноября о случившемся, и Барош составил указ о расформировании общества. С целью ослабления напряжённости Шарль-Луи Наполеон Бонапарт подписал этот указ, рассчитывая, что бонапартистская партия, которую общество расценило как жертву грубой клеветы, укрепит свои позиции.

## Взгляды на деятельность
В газете Le Charivari были опубликованы карикатуры авторства Оноре Домье на деятельность Общества: в выпуске от 1 октября членов общества изображали в качестве «вопящих скотов», размахивающих дубинками. 11 октября появилась карикатура с полковником Ратапуалем, которого Мишле называл олицетворением бонапартистской идеи. Этот архетип позже использовал и другой художник-карикатурист, Шам.
Деятельность общества одним из первых проанализировал Карл Маркс в книге «Восемнадцатое брюмера Луи Бонапарта» (1852). Согласно Марксу, руководство общества составляли бонапартистски настроенные армейские офицеры и чиновники, а большую часть личного состава — уголовники, попрошайки, бездомные и прочие деклассированные элементы (люмпен-пролетариат или «богема», как их называли французы).
В шестой книге антибонапартистского памфлета «Маленький Наполеон» 1852 года Виктор Гюго сравнивал Наполеона III с Нероном, который придумал Общество 10 декабря, только чтобы оно аплодировало его комедиям и трагедиям.

### На русском
- Общество 10-го декабря // Большая советская энциклопедия : [в 30 т.] / гл. ред.  А. М. Прохоров. — 3-е изд. — М. : Советская энциклопедия, 1969—1978.
- Общество 10-го декабря // Советская историческая энциклопедия : в 16 т. / под ред. Е. М. Жукова. — М. : Советская энциклопедия, 1961—1976.

### На французском
- Adolphe Chenu, Les Chevaliers de la république rouge, Paris, Giraud et Dagneau, 1851, p. 88-96.
- Jean-Claude-Barthélemy Gallix, Révélations sur la Société du Dix-Décembre (la vérité vraie), Paris, Ledoyen, 1851.
- Pierre Milza, Napoléon III, Paris, Perrin, 2004, p. 189-190.
- Louis-Alexandre Mulet, Société du Dix-Décembre et des Amis de l'ordre et de l'humanité dévoilées ; suivies de Révélations sur le complot Allais et sur les scènes de la rue du Havre, Paris, 1851.
- Victor Pierre, Histoire de la République de 1848, t. II, Paris, Plon, 1878, p. 369-380.